# ハウスネイション
「ハウスネイション」とは、エイベックス・エンタテインメントが発売しているCD、またはクラブイベントの総称。
CDジャケットには、道端ジェシカ、長谷川潤、浦浜アリサなど人気モデルが登場する。